# Стрільченська сільська рада
| Стрі́льченська сільська́ ра́да — орган місцевого самоврядування у Городенківському районі Івано-Франківської області з адміністративним центром у с. Стрільче. У селі Стрільче є церква, яка побудована в ім'я святого Іоана Богослова. Храмове число: 9 жовтня. Церкву збудували 1812 року. У церкві були реставрації 1950–1956 і 1992–1995 років. Настоятель отець Володимир. Сільській раді підпорядковані населені пункти: - с. Стрільче — населення 1 608 ос.; площа 19,175 км²; засноване 1426 року; - с. Пробабин — населення 213 ос.; площа 4,454 км². |

## Склад ради
Рада складається з 16 депутатів та голови.

### Керівний склад ради
| ПІБ                         | Основні відомості                                                                 | Дата обрання | Дата звільнення |
| --------------------------- | --------------------------------------------------------------------------------- | ------------ | --------------- |
| Клим Василь Іванович        | Сільський голова, 1969 року народження, освіта                                    | 26.03.2006   | 31.10.2010      |
| Танасійчук Василь Орестович | Сільський голова, 1973 року народження, освіта вища, член аграрної партії України | 31.10.2010   |                 |

Примітка: таблиця складена за даними джерела